# Massimo Ambrosini
Massimo Ambrosini, född 29 maj 1977 i Pesaro, är en italiensk före detta fotbollsspelare (defensiv mittfältare). Han är känd för sitt utmärkta luftspel och sin kämpaglöd.

## Meriter
AC Milan
- Serie A: 1996, 1999, 2004, 2011
- Coppa Italia: 2003
- Italienska supercupen: 2004, 2011
- UEFA Champions League: 2003, 2007
- UEFA Super Cup: 2003, 2007
- Klubblags-VM: 2007